# Partito del Credito Sociale di Gran Bretagna e Irlanda del Nord
Il Partito del Credito Sociale di Gran Bretagna e Irlanda del Nord (in inglese: Social Credit Party of Great Britain and Northern Ireland) è stato un partito politico nel Regno Unito. Esso nacque all'interno della Kibbo Kift, un'associazione nata nel 1920 da alcuni fuoriusciti dell'associazione Scout britannica.
L'organizzazione era guidata da John Hargrave, che ha gradualmente trasformato il movimento in un gruppo paramilitare per il credito sociale. Con i suoi sostenitori che indossavano un uniforme basata su camicie verdi, nel 1932 divenne nota come il Movimento delle camicie verdi per il credito sociale e nel 1935 ha preso il suo nome definitivo, il Partito di credito sociale. Il partito, che ha pubblicato il giornale Attack, è stato collegato a un piccolo numero di incidenti in cui dei mattoni dipinti di verde sono stati gettati su alcune finestre, compresa quella dell'11 di Downing Street (dove il Cancelliere dello Scacchiere abita).
Il partito, che porta un unico candidato nelle elezioni generali del 1935, il signor W. Townend, prende l'11% a Leeds. Nonostante questa mancanza di successo, Hargrave è stato invitato da William Aberhart a prendere un posto di consulenza nel governo della Provincia di Alberta, Canada, dove esisteva il Partito di credito sociale di Alberta.
Il partito ha cominciato a diminuire quando le uniformi politiche sono stati vietate, nel 1937. Le sue attività sono state ridotte durante la seconda guerra mondiale, e il tentativo di attuare una campagna contro il razionamento del pane ha avuto poco successo. Hargrave si candidò di nuovo nelle elezioni generali del 1950, ma dopo aver ottenuto solo 551 voti, il partito si sciolse nel 1951.
Un secondo Partito di credito sociale fu fondato nel 1965 da C. J. Hunt, un membro del vecchio partito, ma ha avuto poco successo e scomparve nel 1978.

## Riforma monetaria sostenitori
Notevoli sostenitori del credito sociale e della sua "riforma monetaria" in Gran Bretagna negli anni venti e trenta inclusero A. V. Roe il costruttore di aeromobili, Frederick Soddy lo scienziato, e Oswald Mosley, nel 1928-30 un membro del governo laburista, ma più tardi il leader della British Union of Fascists. Clifford Hugh Douglas, il pioniere britannico del credito sociale non crede che il credito sociale dovrebbe essere un partito politico.